# 琅琊站 (青岛市)
琅琊站位于中华人民共和国山东省青岛市黄岛区贡北路附近，是青岛地铁13号线的地铁车站。2018年12月26日开通。該站共有4個出入口，瑯琊站位於。

## 车站周边
- 贡北路（北）
- 贡北路（南）
- 港城路（东)
- 夏家村
- 滩头村

## 交通资讯
琅琊地铁站：701